# Gianni Mura
Pour les articles homonymes, voir Mura.
Gianni Mura, né le 9 octobre 1945 à Milan et mort le 21 mars 2020 à Senigallia, est un journaliste et écrivain italien.

## Biographie
Gianni Mura naît à Milan en 1945. Il est le fils d'un carabinier d'origine sarde et d'une mère institutrice. Il fait des études classiques au Liceo Ginnasio Statale Alessandro Manzoni de sa ville natale. 
En novembre 1964, il obtient une place d’apprenti au quotidien sportif La Gazzetta dello Sport, grâce à une recommandation de son institut qui indiquait les meilleurs étudiants d'italien au journal et s’inscrit à l’université à la Faculté de Lettres modernes. Pendant sa période de huit ans à la Gazzetta il travaille d’abord comme correspondant pour les matchs de football des différentes ligues et, à partir de 1965 il est correspondant au Giro d'Italia. 
Étant donné son engagement comme journaliste, il renonce aux études pour se dédier à la profession. Il s’inscrit à l'ordre des journalistes de Lombardie le 14 avril 1967, et écrit pour le Corriere d'Informazione, l'Epoca et L'Occhio. 
À partir de 1976, il collabore avec La Repubblica, suit les Jeux olympiques de Montréal, et devient en 1983 membre permanent de la rédaction. Pendant toute la durée du championnat de football de Serie A, il écrit une colonne dominicale appelée « Sette giorni di cattivi pensieri » (« Sept jours de pensée méchantes »). Pour l’hebdomadaire Il Venerdì, il s’occupe de commentaires œno-gastronomiques avec son épouse Paola dans la rubrique Mangia e bevi ( « Manges et bois »),. 
Dès 1998, il est président de jury du « prix L'Altropallone  », reconnaissance symbolique sportive pour la paix et la solidarité. 
En mai 2007, chez Feltrinelli, il publie son premier roman, Giallo su giallo (Jaune sur jaune), qui se déroule pendant le Tour de France et qui remporte le prix Grinzane - Cesare Pavese pour la narration 2007. Au Tour, Mura a dédié aussi le livre La fiamma rossa. Storie e strade dei miei Tour (« La flamme rouge. Histoire et routes de mes tours ») paru en 2008 . 
En 2011, il est directeur (avec Maso Notarianni) de  E-Il mensile qui termine les publications le 25 juillet 2012. 
En 2012 sort, toujours chez Feltrinelli, son deuxième roman, Ischia, qui a comme protagoniste le commissaire Magrite. 
À partir de 2015, il tient une rubrique dans le journal Scarp de' tenis, intitulée « Le storie di Mura » (« Les histoires de Mura »).  
Hospitalisé pour un malaise à l’hôpital de Senigallia en mars 2020, il décède à l'âge de 74 ans des suites d'une crise cardiaque,.

## Publications
- Giallo su giallo, collana I Narratori, Feltrinelli, 2007.
- La fiamma rossa. Storie e strade dei miei tour, Minimum Fax, 2008.
- Ischia, collana I Narratori, Feltrinelli, 2012.
- Tanti amori. Conversazioni con Marco Manzoni, Feltrinelli, 2013.
- Non gioco più, me ne vado, Il Saggiatore, 2013.
- Non c'è gusto, Minimum Fax, 2015.
- Confesso che ho stonato, Skira, 2017[11].

## Prix
- Prix Saint-Vincent du journalisme (2000) dans la catégorie Enquêtes et Services spéciaux.
- Prix Grinzane – Cesare Pavese pour la narration du roman Giallo su giallo.
- Prix National Andrea Fortunato (2010) dans la catégorie journalisme[12].